# Mezzanino (Italië)
Mezzanino is een gemeente in de Italiaanse provincie Pavia (regio Lombardije) en telt 1435 inwoners (31-12-2004). De oppervlakte bedraagt 13,9 km², de bevolkingsdichtheid is 113 inwoners per km².
De volgende frazioni maken deel uit van de gemeente: Cassinetta, Malpensata di Sopra, Malpensata di Sotto, Busca, Tornello, Alberelli, Palazzo, Maccabruna, Calcedonia, Caldera, Oratorio.

## Demografie
Mezzanino telt ongeveer 626 huishoudens. Het aantal inwoners steeg in de periode 1991-2001 met 4,2% volgens cijfers uit de tienjaarlijkse volkstellingen van ISTAT.
| Jaar | Inwoneraantal |
| ---- | ------------- |
| 1991 | 1409          |
| 2001 | 1468          |

## Geografie
De gemeente ligt op ongeveer 62 meter boven zeeniveau.
Mezzanino grenst aan de volgende gemeenten: Albaredo Arnaboldi, Casanova Lonati, Linarolo, Travacò Siccomario, Verrua Po.